# Semrush
Semrush è una piattaforma SaaS nata nel 2008. Viene spesso utilizzata per la ricerca di parole chiave e dati di ranking online, comprese le metriche come il volume di ricerca e il costo per clic (CPC).

## Storia
La piattaforma raccoglie anche informazioni sulle parole chiave online raccolte dai motori di ricerca Google e Bing. È stata rilasciata dalla società Semrush Inc, con sede a Boston, fondata da Oleg Shchegolev e Dmitri Melnikov.
Al 2020, l'azienda ha 980 dipendenti, che lavorano in uffici di Boston, Philadelphia, Repubblica Ceca, Cipro e Russia.
Oleg Shchegolev e Dmitri Melnikov hanno iniziato come appassionati di SEO, interessati agli sviluppi del settore e alle nuove tecnologie, e volevano creare uno strumento per identificare le tendenze del mercato e le migliori pratiche del settore. Il software è stato rilasciato come Seodigger prima di diventare un'estensione di Firefox, poi rinominato SeoQuake nel 2007, prima di approdare a SEMrush. Nel 2016, il software ha superato il traguardo del milione di utenti con clienti in più di 100 paesi.
Nell'aprile 2018, l'azienda ha ricevuto 40 milioni di dollari di finanziamenti nell'ambito di un'operazione di finanziamento co-guidata dalle società di venture capital Greycroft, E.ventures e Siguler Guff, in preparazione della sua espansione in varie piattaforme di ricerca, comprese quelle di proprietà di Amazon, Microsoft e Baidu. Nel dicembre 2020, l'azienda ha effettuato un rebranding con una nuova identità visiva, aggiornando il suo nome da "SEMrush" a "Semrush".
Nel marzo 2021, Semrush ha annunciato di aver depositato una domanda di registrazione relativa a una proposta di offerta pubblica iniziale. Il modulo S-1 ha rivelato che l'azienda aveva un fatturato di 144 milioni di dollari e più di 67.000 clienti.